# Guillac (Morbihan)
Guillac é uma comuna francesa na região administrativa da Bretanha, no departamento de Morbihan. Estende-se por uma área de 21,83 km². Em 2010 a comuna tinha 1 390 habitantes (densidade: 63,7 hab./km²).